# Ацагатский дацан
Ацага́тский даца́н (бур. Асагадай дасан, тиб. དགའ་ལྡན་དར་རྒྱས་གླིང, Вайли dga' ldan dar rgyas gling — Гандан Даржалинг) — буддийский монастырь школы гелуг, расположенный на западной окраине села Нарын-Ацагат Заиграевского района Бурятии. В прошлом имел и другое название — Курбинский дацан. Относится к Республиканской централизованной религиозной организации «Объединение буддистов Бурятии», независимой от «Буддийской традиционной сангхи России».

## История
Дацан был основан в 1825 году (иногда называется 1824 год) у речки Шулута, близ улуса Ацагат, в местности Боро-Тоонтой. В 1831 году тайша хоринских бурят обратился к иркутскому губернатору с просьбой разрешить деятельность дацана. 5 мая 1831 года губернатор разрешил отправление религиозного культа в Курбинском, или Ацагатском дацане.
К 1841 году были построены Цогчен-дуган (главный соборный храм), Дара-Эхын сумэ, Хурдын сумэ.
В 1840 году в дацане числилось 17 лам, в 1841 году — 28 лам и хувараков, из них 1 — комплектный лама, 21 — служивых и 6 хувараков. Территория прихода дацана простиралась от восточных границ города Верхнеудинск, местности Дабата, далее по обоим берегам реки Уды вплоть до реки Худан. Приход дацана к концу XIX века составлял более 4 тысяч 700 человек.
Первоначальный дацан располагался в неудобном месте — сырой низине. 19 сентября 1868 года прихожане подали прошение правительству о строительстве нового, каменного монастыря в другом месте. 26 марта 1877 года было подано повторное прошение. После исследования предлагаемой местности, 14 апреля того же года было получено разрешение на строительство новых зданий дацана на горе, в трёх верстах от старого, в местности Энгэр-Тугла.

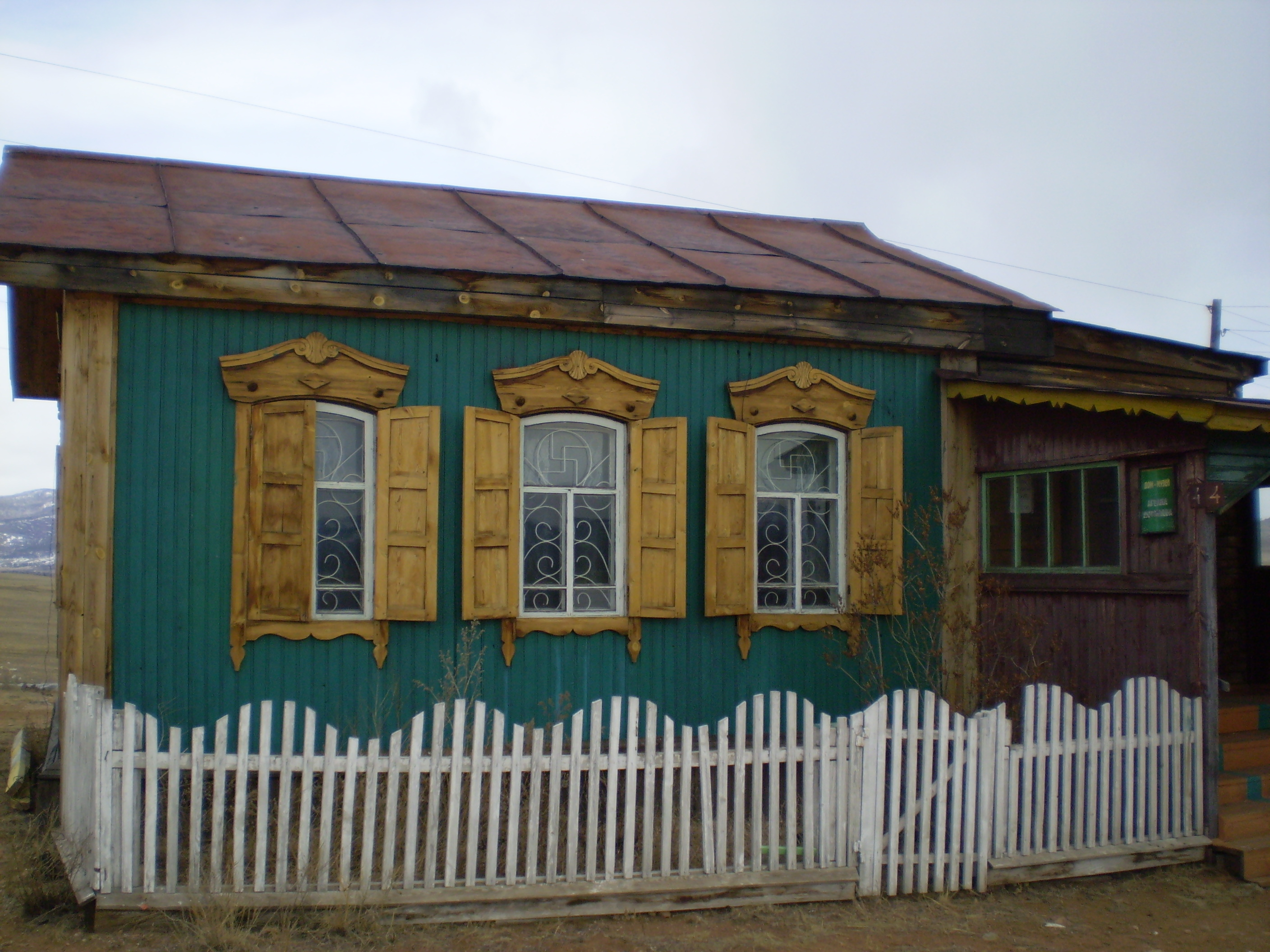
Дом-музей Агвана Доржиева

### Здания дацана

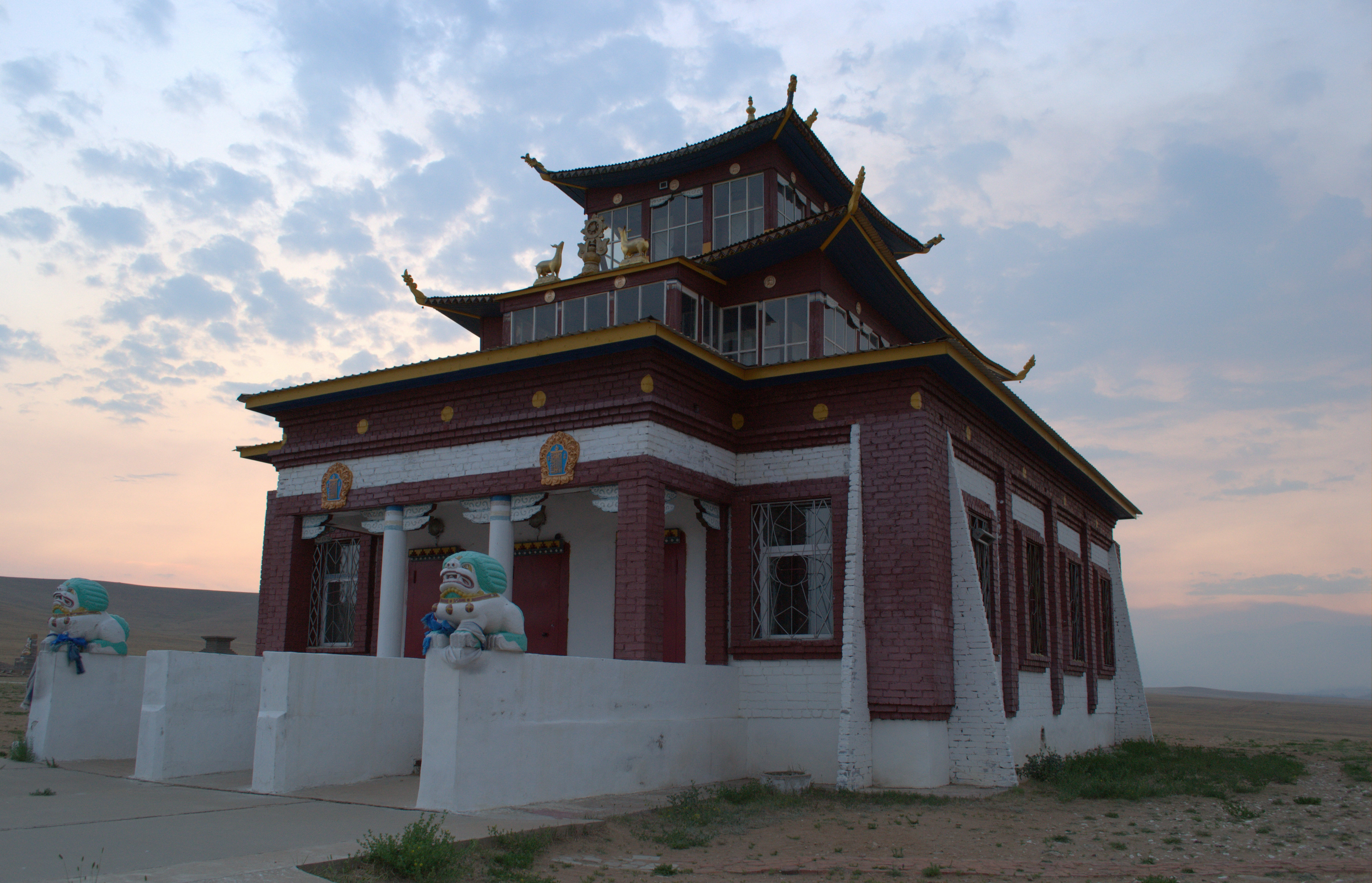
Цогчен-дуган.

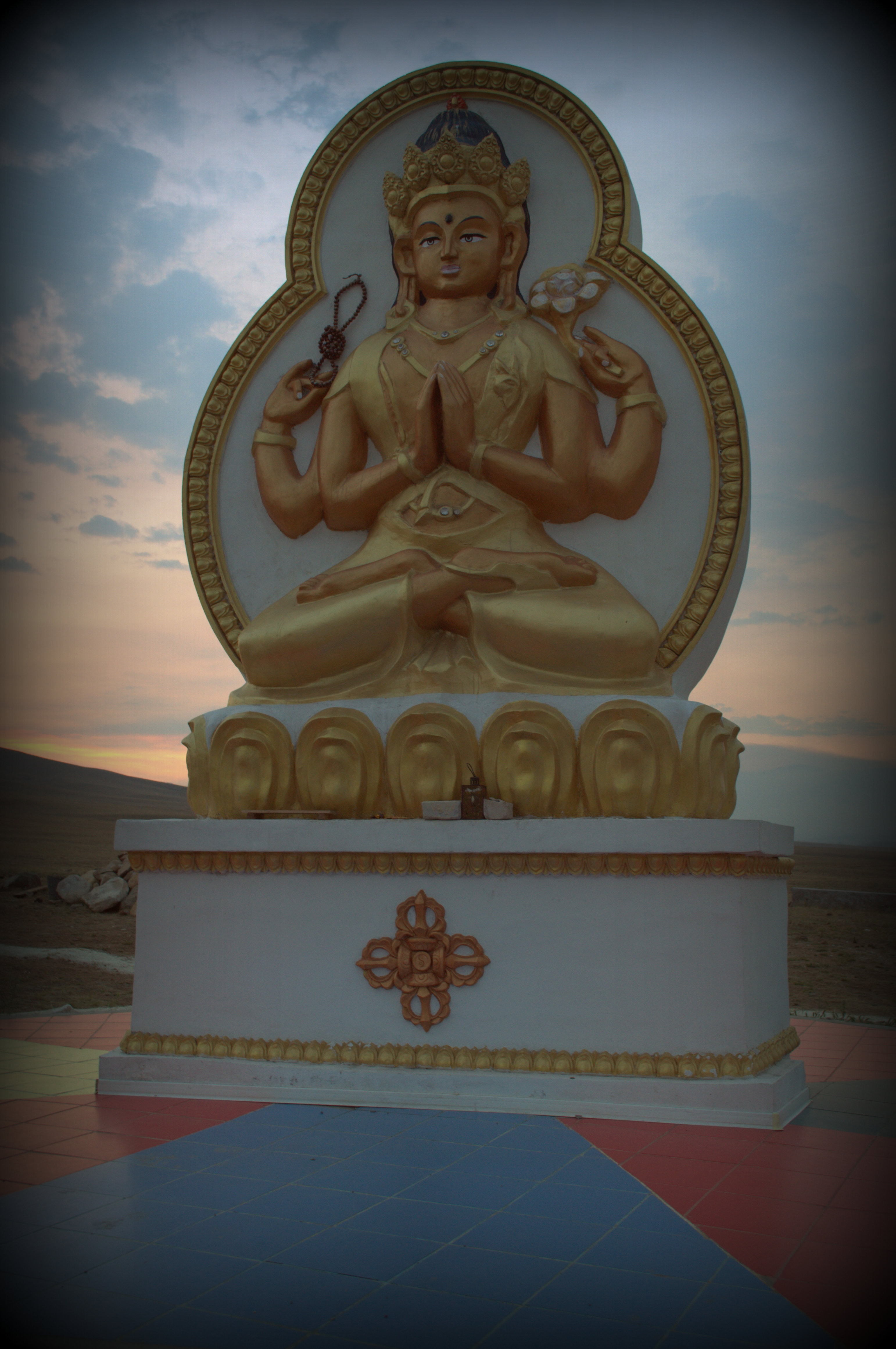
Будда

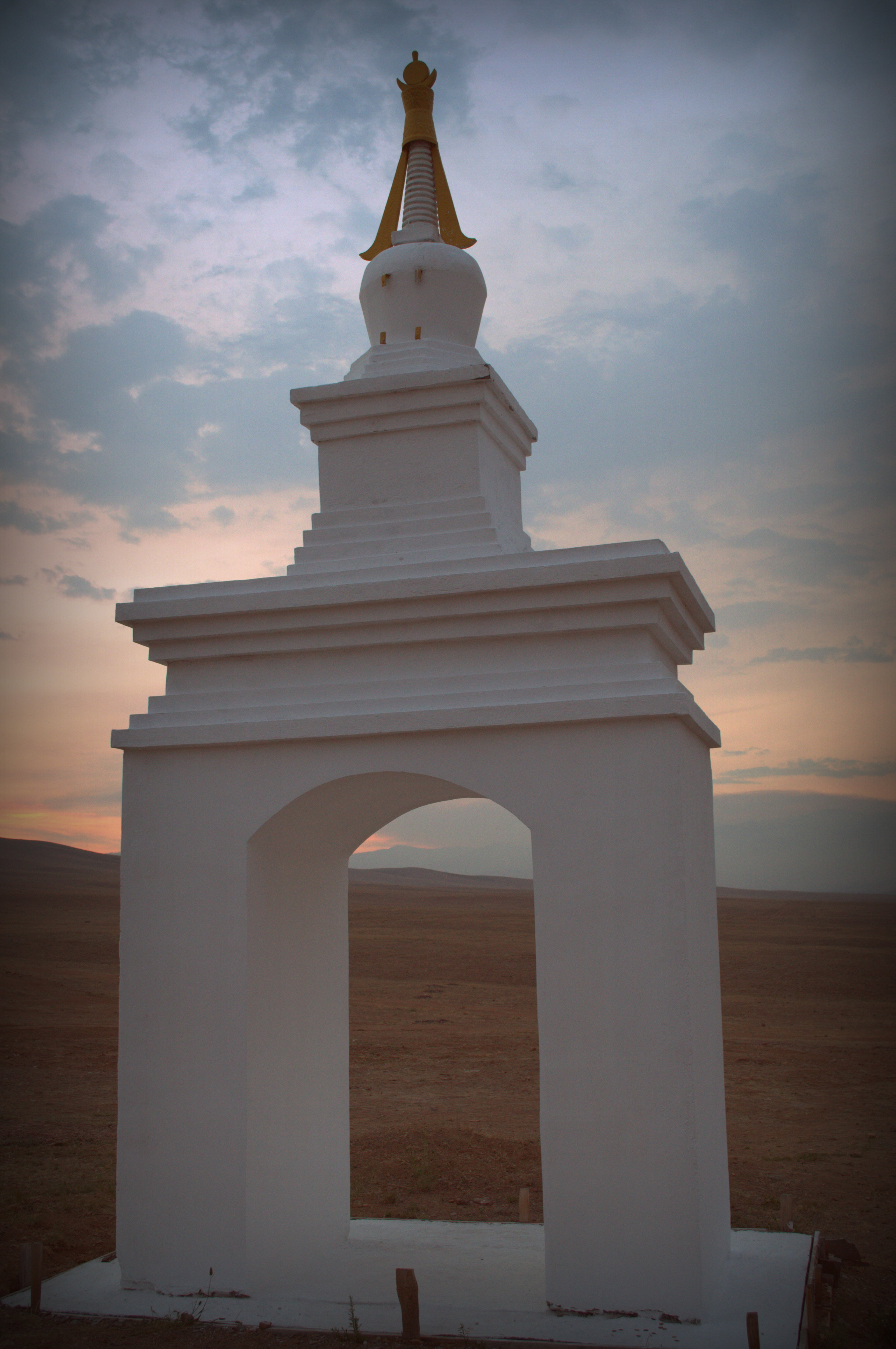
Ступа

На новом месте был построен Цогчен-дуган — главный соборный храм. Трёхэтажное здание сочетало тибетские и китайские архитектурные стили: первый этаж был каменным — в тибетском стиле, второй и третий этажи деревянными — в китайском стиле.
К 1875 году в дацане была 21 буддийская танка на ткани, в библиотеке имелись 325 томов канонов «Ганджур» и «Данжур» и 16 томов сочинения «Юм».
В 1880 году прихожане обратились к губернатору с просьбой перенести деревянные здания двух сумэ, оставшихся на старом месте. Разрешение было выдано 8 июля 1882 года.
20 июня 1891 года дацан посетил цесаревич Николай Александрович, возвращавшийся из кругосветного путешествия. В память о пребывании цесаревича, на месте, где стояла его палатка, в 1897 году было построено сумэ Цаган-Дара Эхэ. Это было деревянное двухэтажное здание, к тому времени бывшее самым большим зданием дацана — длина его стен составляла 14 саженей. В сумэ располагалась школа богословия Чойра.
В начале XX века был построен Джуд-дуган. Деревянное здание располагалось к северу от Цогчен-дугана, за оградой монастыря.

### Типография дацана
Типография в дацане возникла, предположительно, во второй половине XIX века. Здесь издавалось 46 наименований книг на тибетском языке и 47 — на монгольском. Кроме книг, типография печатала ксилографические оттиски изображений бурханов и хий морин. Деревянное здание типографии сохранилось до настоящего времени — оно расположено к северо-востоку от ограды монастыря.

### Школа тибетской медицины
В 1911 году в дацан переехал вышедший в отставку 11-й Пандито Хамбо-лама Чойнзон-Доржо Иролтуев. После этого монастырь стал крупным центром тибетской медицины. Для медицинской школы был построен Мамба-дуган — небольшое деревянное здание, крытое железной кровлей. В первое время в школе было около 50 учеников. В 1920—1930-х годах был построен лазарет, здание медицинской школы, а также хозяйственные постройки — амбары, завозни, бани и др. Здания лечебницы были оснащены телефонной связью.
Преподавателей приглашали из Монголии. Лекарственные препараты привозились из Китая и Монголии, заготавливались местные лекарственные травы. В 1926 году из Цугольского дацана в Ацагатский был передан Атлас тибетской медицины.
В середине 1920-х годов ламы дацана предлагали на базе школы Мамба создать республиканскую школу тибетской медицины. В начале 1930-х годов на Ацагатском аршане (минеральном источнике) строились здания для больниц, планировалось строительство дома для устройства ванны, приобретение жилых домов и перенос их на источник, ремонт ранее сооружённых построек. На территории аршана было несколько двухэтажных домов.

### Советский период
В октябре 1922 года в Ацагатском дацане прошёл первый духовный съезд буддистов двух Бурят-Монгольских автономных областей — Дальневосточной республики и РСФСР. На съезде были приняты: «Положение об управлении духовными делами буддистов в Сибири» и «Устав внутренней жизни монашествующих в буддийских хидах (бур. хиид — „монастырь“, „дацан“) Сибири». Был создан центральный орган административного управления ламаистской церкви Бурятии — Центральный духовный совет (ЦДС). Съезд выдвинул обновленческую программу, которая подразумевала включение западной медицины в программу тибетского медицинского образования.
17 декабря 1925 года ЦИК и СНК Бурят-Монгольской АССР приняли постановление о проведении в жизнь декрета советской власти об отделении церкви от государства и школы от церкви (1918). В соответствии с этим постановлением вся собственность дацанов переходила к государству. Школа тибетской медицины и ламы были обложены налогами.
Начиная с 1927 года, востоковед и буддолог Е. Е. Обермиллер каждое лето проводил в Ацагатском дацане, где во взаимодействии с ламами изучал тибетские переводы индийских философских сочинений буддийской традиции и комментарии к ним.
Весной 1933 года рядом с дацаном был образован милицейский совхоз, который начал использовать земли монастыря. При совхозе был открыт дом для беспризорников.
15 августа 1936 года Ацагатский дацан был ликвидирован постановлением Улан-Удэнского городского совета. Были утрачены два сумэ и Джуд-дуган, разрушены монастырские стены, ступы-субурганы, перестроены здания Цогчен-дугана и Чойра-дугана. Здания перешли в ведение Заиграевского детского дома, созданного по школьному типу на базе расформированной трудовой колонии НКВД для малолетних преступников. До 1941 года Заиграевский детский дом был рассчитан на 230 детей.

## Восстановление дацана
В 1991 году Ацагат посетил Далай-лама XIV, который благословил возрождение монастыря и освятил место будущего строительства дацана. В 1992 году дацан был восстановлен на новом месте, у склона горы Тамхитын дабан. 6 ноября 1992 года была проведена первая служба. В 1999 году при дацане был открыт дом-музей Агвана Доржиева. 1 марта 1999 года музею был придан статус республиканского государственного музея.